# Картвелология
Картвелология или картвелистика, грузиноведение (груз. ქართველოლოგია) — междисциплинарная регионоведческая наука, сконцентрированная на комплексном изучении грузинского народа и Грузии, наука о Грузии. Картвелология — важнейшая часть кавказоведения. В узком смысле, лингвистическая специализация на изучении картвельских языков. Картвелолог — экспертная специализация в Грузии.
Основными предметами изучения картвелологии являются этногенез картвельских народностей, их культура, история, языки и религия. Иногда данный термин определяют в узком смысле (картвелистика) — как науку, которая изучает грузинскую филологию и литературу.

## История
Грузия (Сакартвело), наследник древней Колхиды и Иберии, лежит на границе Европы и Азии, на востоке от Чёрного моря, в юго-западной части Кавказа.
Царство Картли, упоминаемое в классических источниках как Иберия, возникло на рубеже IV—III веков до н. э. примерно на территории современной Грузии. Письменная история страны начинается с того же времени.
С 1991 года начинается история независимой современной Грузии. Сегодня она является географическим, экономическим и культурным мостом между Востоком и Западом.
В течение последних десятилетий интерес к картвелологии растет. Перспективные темы научных разработок:
- проблемы грузинского этногенеза и средневековой Грузии в контексте культурных и политических отношений с западными и восточными странами;
- оригинальность грузинского языка и ее связь с семьями индоевропейских и семитских языков;
- грузинские мифы и грузино-кавказский мир в классической мифологии;
- прямые или типологические отношения богатой грузинской литературной традиции с византийской и восточной литературой, параллели с европейской идеей Возрождения, связи с современной европейской и русской литературой и тому подобное.

Еще в начале XV века европейцы уже имели представление о Кавказе благодаря «Книге познания мира» Йогана де Галонифонтибуса. Позже интерес к Грузии возник благодаря путешествию по Кавказу французского ботаника Жозефа Питтона де Турнефора и историческим изысканиям царевича Теймураза Багратиона. Начало научному изучению грузинской истории и археологии положил француз Марий Иванович Броссе.

## Картвелология сегодня
Сейчас на территории Грузии существует ряд центров и объединений, призванных популяризировать собственное культурное наследие. Фонд картвельских (грузинских) исследований являются основой для деятельности Центра картвельских исследований (основан в 1992 году). Центр картвельских исследований функционирует в Тбилисском государственном университете как самостоятельное культурно-образовательное подразделение. Центр нацелен на содействие развитию грузинской культуры и развитие картвелологии как международной дисциплины. Он координирует исследования и помогает иностранным студентам и ученым, которые занимаются картвелологией. Это единственный Центр картвелистических исследований в мире.
Кроме этого, при активном содействии доктора филологических наук, профессора Элгуджи Хинтибидзе (Институт грузинской литературы) создана Школа картвелологии, международная ассоциацию поддержки картвелологии, научный журнал «Картвелолог» (на грузинском и английском языках).
Каждые пять лет в Тбилиси проходят симпозиумы картвелологии, куда съезжаются ведущие картвелисти из разных стран мира. В 2016 году состоялся VII Международный симпозиум картвелологии.

## Известные картвелологи
- Давид Чубинашвили (1814—1891)
- Марий Иванович Броссе (1802—1880)
- Марджори Уордроп
- Оливер Уордроп
- Роберт Блейк[англ.]
- Александр Соломонович Хаханов
- Иван Александрович Джавахишвили
- Георгий Александрович Меликишвили
- Жорж Дюмезиль
- Кирилл Львович Туманов
- Дэвид Маршалл Лэнг
- Рональд Григор Сюни
- Георгий Андреевич Климов
- Сергей Михайлович Жгенти
- Стивен Джонс
- Алиева, Диляра Алекпер кызы (1929—1991)
- Гертруда Печ[англ.] (1910—1994)